# Tesdschan Naimowa
Tesdschan Naimowa (bulgarisch Тезджан Наимова, englisch Tezdzhan Naimova; * 1. Mai 1987 in Parwomaj) ist eine ehemalige bulgarische Sprinterin türkischer Abstammung. Sie zählte zu den stärksten Sprinterinnen ihres Landes, wurde aber zweimal des Dopings überführt und daraufhin lebenslang gesperrt.

## Sportliche Laufbahn
Erste Erfahrungen bei internationalen Meisterschaften sammelte Tesdschan Naimowa im Jahr 2004, als sie bei den Juniorenweltmeisterschaften in Grosseto mit 24,44 s im Halbfinale im 200-Meter-Lauf ausschied. Anschließend siegte sie in 24,62 s über 200 Meter sowie in 11,85 s im 100-Meter-Lauf bei den Balkan-Juniorenmeisterschaften in Banja Luka. Im Jahr darauf belegte sie bei den Junioreneuropameisterschaften in Kaunas in 11,79 s den vierten Platz über 100 Meter und gelangte mit 24,02 s auf Rang sieben über 200 Meter. Anschließend gewann sie bei den Balkan-Juniorenmeisterschaften in Katerini in 12,15 s und 25,11 s jeweils die Silbermedaille über 100 und 200 Meter. 2006 siegte sie in 7,31 s im 60-Meter-Lauf bei den Balkan-Hallenmeisterschaften in Peania und anschließend gelangte sie bei den Hallenweltmeisterschaften in Moskau bis ins Halbfinale und schied dort mit 7,36 s aus. Zudem startete sie dort auch mit der bulgarischen 4-mal-400-Meter-Staffel und verpasste mit 3:34,47 min den Finaleinzug. Mitte August siegte sie in 11,28 s bei den Juniorenweltmeisterschaften in Peking über 100 Meter sowie in 22,99 s auch im 200-Meter-Lauf. Im Jahr darauf wurde sie bei den Halleneuropameisterschaften in Birmingham in 7,22 s Fünfte über 60 Meter. Anfang Juli siegte sie in 11,07 s bei den Balkan-Meisterschaften in Sofia über 100 Meter sowie in 22,70 s auch über 200 Meter. Anschließend gelangte sie bei den Weltmeisterschaften in Osaka jeweils ins Halbfinale über 100 und 200 Meter und schied dort mit 11,18 s und 22,88 s aus. 2008 nahm sie an den Olympischen Sommerspielen in Peking teil, allerdings wurde sie anschließend aufgrund einer manipulierten Urinprobe während einer Trainingskontrolle wegen Verstoßes gegen die Dopingbestimmungen für zwei Jahre bis September 2010 gesperrt und das Ergebnis bei den Spielen annulliert. 2012 startete sie mit der bulgarischen 4-mal-100-Meter-Staffel bei den Europameisterschaften in Helsinki und verpasste dort mit 45,25 s den Finaleinzug. Im Jahr darauf gewann sie bei den Halleneuropameisterschaften im schwedischen Göteborg die Goldmedaille im 60-Meter-Lauf. In der anschließenden Dopingprobe wurden Spuren des anabolen Steroids Drostanolon nachgewiesen, weswegen ihr im September 2013 die Goldmedaille aberkannt wurde. Außerdem wurde Naimowa lebenslang gesperrt, da es sich um ihren zweiten Dopingverstoß handelte.
In den Jahren 2005 und 2007 wurde Naimowa bulgarische Meisterin im 200-Meter-Lauf sowie 2006 über 100 Meter. Zudem wurde sie 2006 und 2011 Hallenmeisterin über 60 Meter.

## Persönliche Bestleistungen
- 100 Meter: 11,04 s (−0,3 m/s), 1. Juli 2007 in Plowdiw
  - 60 Meter (Halle): 7,13 s, 21. Februar 2007 in Piräus
- 200 Meter: 22,43 s (+0,7 m/s), 17. Juni 2007 in Sofia
  - 200 Meter (Halle): 25,82 s, 1. Februar 2004 in Sofia